# Döşemealtı
Döşemealtı ist eine Stadt im gleichnamigen Landkreis der türkischen Provinz Antalya und gleichzeitig ein Stadtbezirk der 1993 geschaffenen Büyükşehir belediyesi Antalya (Großstadtgemeinde/Metropolprovinz). Der Landkreis liegt nordwestlich der Provinzhauptstadt und grenzt im Westen an Korkuteli, im Süden an Konyaaltı, im Osten an Kepez und Aksu und im Norden an die Provinz Burdur. Durch den Landkreis führt die D-650, die Verbindungsstraße von Antalya nach Burdur.
Laut Stadtsiegel wurde der Ort 1977 in den Rang einer Belediye (Gemeinde) erhoben.
Seit einer Gebietsreform ist die Gemeinde mit dem Landkreis flächen- und einwohnermäßig identisch, alle ehemaligen Dörfer und Gemeinden des Kreises wurden Mahalla (Ortsteile) der Stadt.

## Sehenswertes
Etwa sieben Kilometer nördlich der Kreisstadt liegt die Karain-Höhle, die älteste prähistorische Fundstelle der Türkei. Nochmals wenige Kilometer nördlich liegt die seldschukische Karawanserei Kırkgöz Han. Beim Dorf Düzlerçami westlich der Stadt liegt die seldschukische Karawanserei Evdir Han.